# Fensterheber
Fensterheber sind technische Einrichtungen, die zum Heben und Senken von Klappfenstern, Autofenstern oder anderen Öffnungen dienen.

## Im Automobilbau

### Entstehung
Die ersten Fenster im Automobilbau waren feststehend oder steckbar, eingesetzt zuerst im Frontbereich, später auch im Seitenbereich. Eine Weiterentwicklung waren über Scharniere umlegbare Frontscheiben.
Vertikal versenkbare, in jeder Position arretierbare Fenster wurden spätestens 1908 von der Firma Lowe, Beva & Co. produziert und bereits als Fensterheber bezeichnet.
Die letzte Entwicklungsstufe vor dem Einsatz von heute gebräuchlichen Fensterhebern waren Klappfenster (im Seitenbereich). Daneben waren auch Schiebefenster gebräuchlich, z. B. beim Renault 4. Klapp- bzw. Schiebefenster haben zwei Vorteile: sie sind kostengünstiger, und es kann kein Wasser in die Tür eindringen. Die Dichtung an der Unterkante eines vertikal beweglichen Fensters ist nicht vollkommen dicht; bei Regen oder beim Autowaschen kann eine gewisse Menge Wasser in die Tür gelangen. Deshalb müssen an der Türunterseite Wasserabläufe angebracht sein. Sind diese jedoch verstopft bzw. steht das Fahrzeug nicht waagerecht, sammelt sich dort Wasser und kann zu Korrosion führen.

#### Im Automobil (mechanisch)

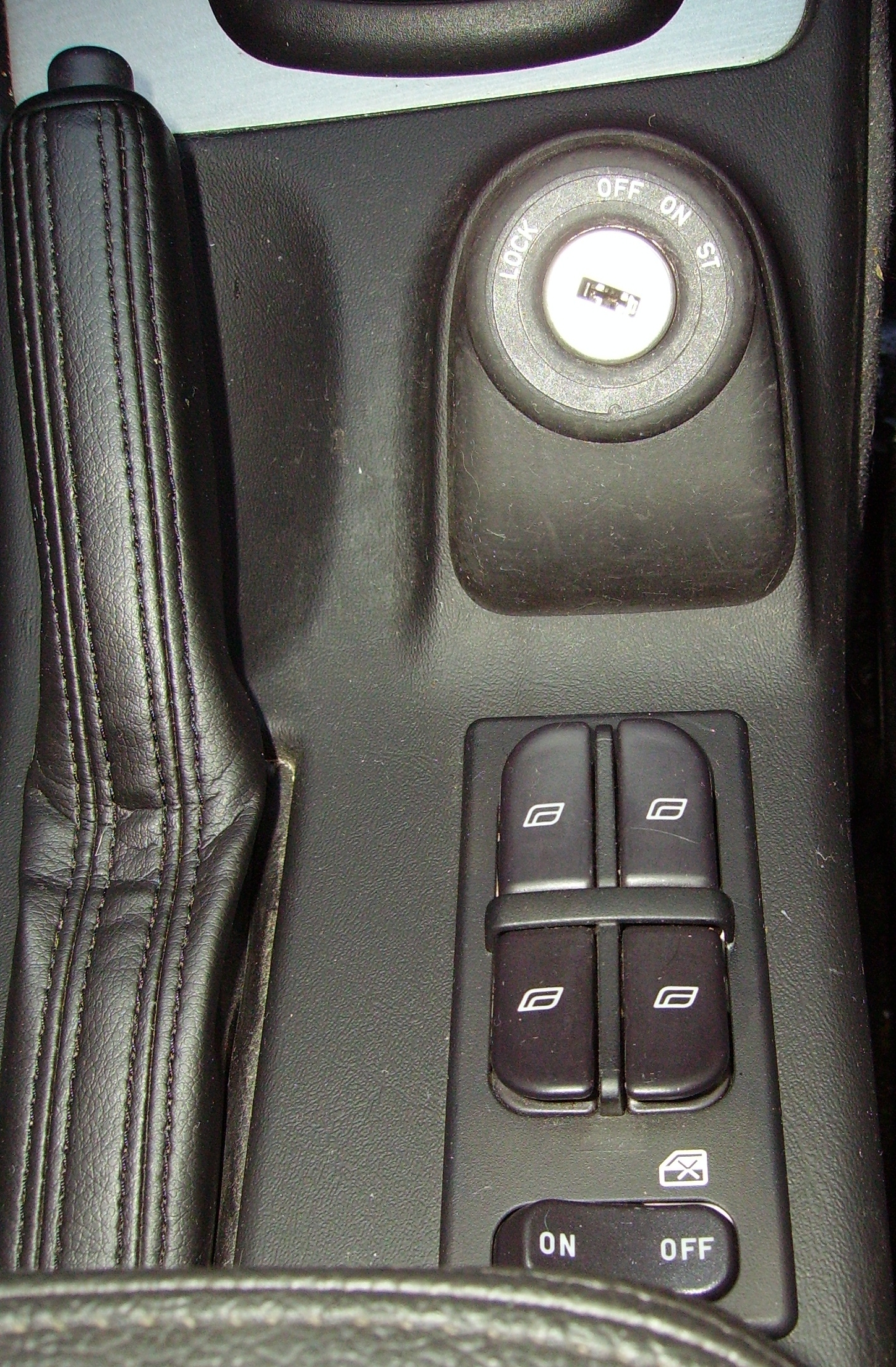
Taster für die Bedienung der Fensterheber (Saab 9-5, Baujahr 2005)

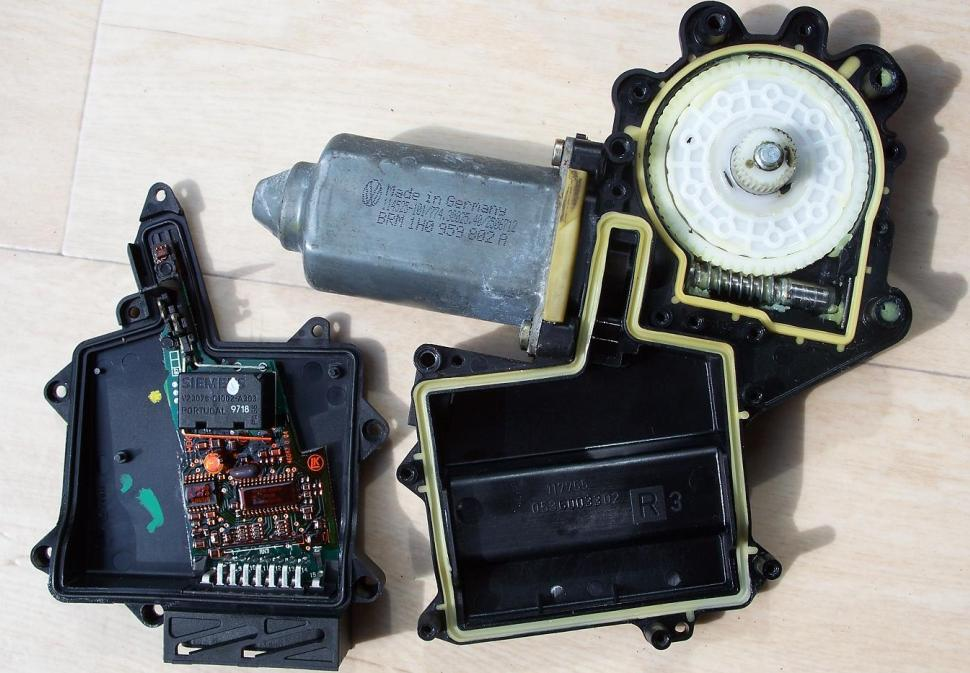
Fensterheberantrieb von Brose mit Elektronik von Kostal aus einem Golf III

Der Unternehmer Max Brose fertigte 1928 erstmals Kurbelfensterheber.
Durch den Einsatz der 1926 patentierten Schlingfederbremse war es erstmals möglich, die Fahrzeugscheibe in jeder beliebigen Position zu halten. Sie wurden damals Kurbelapparat genannt und unter dem Markennamen „Atlas“ verkauft. Kunden waren u. a. Daimler-Benz, Volkswagen, Borgward und Lloyd.

#### Im Automobil (elektrisch)
In den USA wurden elektrisch betriebene Fensterheber bereits 1941 in einem Lincoln eingeführt.

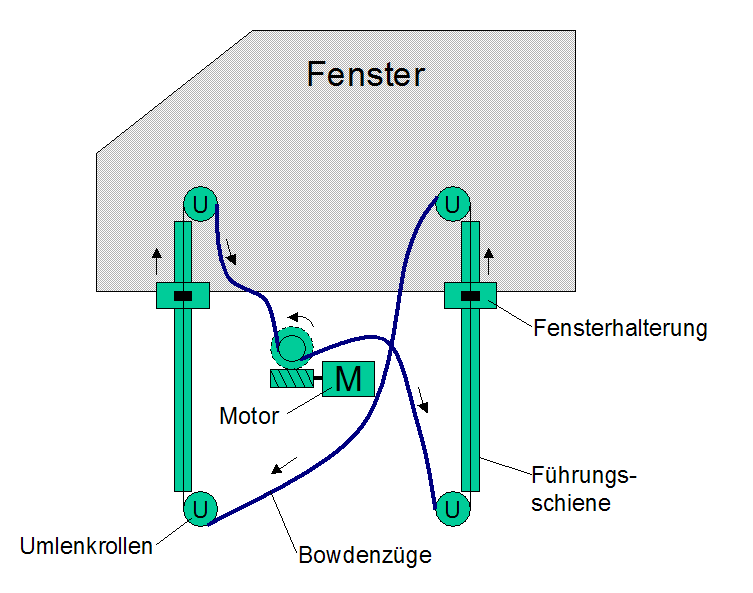
Funktionsweise eines elektrischen Fensterhebers

Das erste europäische Fahrzeug mit elektrischen Fensterhebern war der BMW 503; er wurde von 1956 bis 1960 produziert.
Heute werden in fast allen Fahrzeugklassen überwiegend elektrische Fensterheber eingebaut. Typischerweise ist in jeder Türverkleidung ein individueller Taster angebracht. Ein weiterer Satz von Tastern befindet sich in der Fahrertür, so dass der Fahrer alle Fenster bedienen kann. Bei einigen Automodellen ist der zentrale Tastensatz in der Mittelkonsole untergebracht, wo er auch für den Beifahrer erreichbar ist.

##### Funktionsweise
Bei elektrischen Fensterhebern, die mit Seilzügen arbeiten, treibt ein Elektromotor über ein Schnecken-/Stirnradgetriebe eine Seiltrommel an. An dieser sind die beiden Enden eines Stahlseils so angeschlagen, dass bei Drehung das eine Ende auf- und das andere abgewickelt wird. Das Zugseil zieht über einen Bowdenzug und Umlenkrollen auf zwei Führungsschienen laufende Fensterbefestigungen; das Seilende ohne Zug wird wieder auf die Seiltrommel aufgewickelt. Die Enden der beiden Bowdenzugmäntel sind an dem Gehäuse des Antriebs federnd gehalten, um eine gewisse Nachgiebigkeit in das System zu bringen. Es sind aber auch andere Systeme im Einsatz.

##### Einklemmschutz
Einfache Systeme realisieren einen Einklemmschutz teilweise mechanisch über Rutsch- bzw. Reibkupplungen.
Bei komplexeren oder komfortableren Fensterhebern mit automatischer Schließfunktion („Komfortschließung“ etc.) ist es wichtig, dass ein Einklemmschutz vorhanden ist: Sobald das Antriebsmoment zum Fensterschließen in Abhängigkeit von der Fensterposition einen bestimmten Grenzwert überschreitet, muss die Bewegungsrichtung der Scheibe umgekehrt werden, um das vermeintliche Hindernis wieder freizugeben. Der Einklemmschutz muss über die Position des Fensters feststellen, ob ein Hindernis vorliegt oder das Fenster die Gummidichtung an der Endposition erreicht hat. Üblicherweise wird die Einklemmschutz-Funktion von einer direkt am Motor angebrachten Elektronik realisiert, da man die Fensterposition an der Motorachse einfach über Hallsensoren messen kann.
Im Bild ist auf der rechten Seite die geöffnete Antriebseinheit mit Antriebsmotor und Schneckenradgetriebe zu sehen. Auf der Achse des Stirnrades sitzt eine kleine Seiltrommel (im Bild nicht zu sehen), auf der der Betätigungs-Bowdenzug aufgewickelt wird. In der linken Bildhälfte sieht man die Ansteuer-Elektronik, die auch den Motor kontaktiert, die Fensterposition anhand der Anzahl der Motorumdrehungen bestimmt und den Einklemmschutz realisiert.

## In Gewächshäusern, Frühbeeten usw.
Hier werden häufig rein mechanische Fensterheber benutzt, meist in Verbindung mit Klappfenstern. Diese haben einen Hebelmechanismus und können über Stangen und/oder Gelenksysteme gehoben und über Rasten oder mittels Rutschkupplung in der gewünschten Position fixiert werden.
Bei Teilautomatisierungen (auf mechanischer Basis) werden die Gestänge durch Kolben bewegt, welche in einem mit Flüssigkeit oder Gas gefüllten Zylinder stecken. Der Zylinderinhalt dehnt sich bei Erwärmung aus und zieht sich bei Abkühlung zusammen, wodurch der Kolben herein- oder herausfährt. Somit wird erreicht, dass das Fenster bei Wärme öffnet bzw. bei Kälte schließt.
Bei Verwendung elektrischer Fensterheber können diese z. B. durch einen Elektromotor angetrieben werden, der über Zahnräder und Zahnstange die Fenster hebt oder senkt. Bei solchen Systemen sind alle Möglichkeiten von Automatisierung realisierbar.